# Velika nagrada Japonske 1995
Velika nagrada Japonske 1995 (uradno XXI Fuji Television Japanese Grand Prix) je bila šestnajsta dirka Svetovnega prvenstva Formule 1 v sezoni 1995. Odvijala se je 29. oktobra 1995 na dirkališču Suzuka Circuit pri Suzuki. Na dirki, ki je trajala triinpetdeset krogov, je zmagal Michael Schumacher, Benetton, ki je štartal z najboljšega štartnega položaja, Mika Häkkinen, McLaren, je bil drugi, tretji pa je bil drugi Benettonov dirkač, Johnny Herbert.
Jean Alesi, dirkač Ferrarija, je dirko začel v prvi vrsti ob Schumacherju, toda zaradi prezgodnjega štarta je bil kaznovan z desetsekundnim postankom v boksih. Po prestani kazni se je prebil na drugo mesto, toda nato v petindvajsetem krogu odstopil zaradi okvare motorja. Schumacherjev najresnejši nasprotnik v boju za dirkaški naslov prvaka, Damon Hill, ki je bil v tednih pred dirko pod velikim pritiskom britanskih medijev zaradi slabega dirkanja v zadnjem času, je štartal s četrtega štartnega mesta. Po Alesijevem odstopu je prevzel drugo mesto, toda v štiridesetem krogu je zaradi lastne napake zletel s proge in moral odstopiti.
Schumacher je dosegel deveto zmago sezone, s čimer je izenačil rekord po številu zmag v sezoni, ki ga je postavil Nigel Mansell v sezoni 1992. Benetton si je z zmago in tretjim mestom že zagotovil svoj prvi in edini konstruktorski naslov prvaka.

## Poročilo

### Pred dirko
Benettonov dirkač, Michael Schumacher, si je z zmago že na predhodni dirki za Veliko nagrado Pacifika zagotovil svoj drugi dirkaški naslov prvaka. V dirkaškem prvenstvu je vodil z dvaindevetdesetimi točkami, Damon Hill pa je bil drugi z devetinpetdesetimi. Na voljo je bilo še največ dvajset prvenstvenih točk, tako da Hill ni več mogel ujeti Schumacherja. Čeprav je bil dirkaški naslov že oddan, pa je bil boj za konstruktorski naslov prvaka še odprt. Benetton je vodil s stotriindvajsetimi točkami, drugouvrščeni Williams je imel stodve prvenstveni točki, na voljo pa je bilo še največ dvaintrideset prvenstvenih točk.
V tednu pred dirko, je bil Hill močno kritiziran v britanskih medijih zaradi slabega dirkanja na prejšnjih dirkah, ob tem so se pojavile tudi govorice, da bi Heinz-Harald Frentzen lahko zamenjal Hilla v Williamsu za prihodnjo sezono 1996. Kljub govoricam je pred dirko Williamsov šef, Frank Williams, izrazil svojo polno podporo Hillu.
Pred dirko je prišlo do dveh sprememb med dirkači. Jean-Christophe Boullion, ki je od pete dirke sezone za Veliko nagrado Monaka dirkal za Sauber, je bil odpuščen, zamenjal ga je Karl Wendlinger. Wendlinger se je tako vrnil v Formulo 1 po hudi nesreči na dirki za Veliko nagrado Monaka 1994, zaradi katere je bil več tednov v komi. Druga sprememba je bila vrnitev Mike Häkkinena v McLaren po tem, ko je moral prejšnjo dirko za Veliko nagrado Pacifika izpustiti zaradi operacije slepiča.

### Prosti trening in kvalifikacije
Prosti trening za dirko je potekal v dveh delih, v petek in soboto zjutraj, obakrat po uro in petinštirideset minut in na suhi stezi. Michael Schumacher je bil najhitrejši prvi dan prostega treninga s časom 1:40,410, z dvema desetinkama sekunde zaostanka je bil na drugem mestu Häkkinen. Williamsova in Ferrarijeva dirkača sta zasedla mesta od tri do šest, Williamsova dirkača, Hill in David Coulthard, sta bila tretji in peti, Ferrarijeva, Jean Alesi in Gerhard Berger pa četrti in šesti. Drugi dan prostega treninga je najhitrejši čas postavil Häkkinen, 1:40,389. Eddie Irvine je bil z Jordanom drugi najhitrejši z dvema desetinkama zaostanka. Tretjeuvrščeni Hill je zaostajal tri desetinke sekunde za Häkkinenom, Schumacher pa je bil četrti. Ferrarijeva dirkača, Alesi in Berger sta bila peti in osmi, med njima sta se uvrstila Frentzen z Sauberjem in Coulthard. Čeprav sta oba Willismasova dirkača, Hill in Coulthard, zletela s steze, sta končala v prvi deseterici.

»Nihče ni bolj razočaran, kot sem sam in je moštvo. Zdaj moramo ugotoviti, zakaj nismo bili konkurenčni. Zelo me je presenetila forma McLarna, še bolj pa Michaelovo [Schumacher] dirkanje ob koncu treninga. «

Damon Hill o prostem treningu
Kvalifikacije so potekale v dveh enournih delih, v petek in soboto popoldne. Za štartno vrsto je štel najhitrejši čas dirkača, ki ga je dosegel na prvem ali drugem delu kvalifikacij. Schumacher je z dirkalnikom Benetton B195 osvojil svoj deseti najboljši štartni položaj v karieri s časom 1:38,023. V prvo vrsto se je uvrstil tudi Alesi z zaostankom osmih desetink sekunde. Häkkinen je osvojil tretje štartno mesto, Hill pa z zaostankom sekunde četrto. Häkkinen je s tretjim mestom izenačil najboljši kvalifikacijski dosežek sezone z dirke za Veliko nagrado Belgije, njegov moštveni kolega pri McLarnu, Mark Blundell, pa je imel slabe kvalifikacije. V prvem delu kvalifikacij je s svojim dirkalnikom močno trčil v zid, pri tem pa tako poškodoval dirkalnik, da ni več mogel postaviti časa. Podobno se mu je primerilo tudi v drugem delu kvalifikacij v soboto, ko je v ovinku 130R še močneje trčil v zid. Po zdravniškem nasvetu ni več dirkal v kvalifikacijah, tako da je moral štartati iz ozadja. Aguri Suzuki  je s svojim Ligierom doživel hudo nesrečo na sobotnih kvalifikacijah, v kateri je utrpel zlom rebra, tako da ni mogel nastopiti na dirki.

### Dirka
Večji del dirke je bila steza mokra, zato so bili časi krogov počasnejši kot na kvalifikacijah. V nedeljo so se dirkači prvič podali na stezo ob 9:30 po lokalnem času za polurno ogrevanje pred dirko. Kljub slabi formi na kvalifikacijah, pa sta bila oba Williamsova dirkača na mokri stezi med najhitrejšimi. Hill je postavil najhitrejši čas 2:00,025, Coulthard je dosegel tretji čas, med njiju se je uvrstil Schumacher, četrti čas pa je postavil Alesi, osem desetink sekunde za Hillom. Čeprav se je na dirko kvalificiralo štiriindvajset dirkačev, jih je štartalo le dvaindvajset, kajti Suzuki zaradi poškodbe iz kvalifikacij ni mogel dirkati, Roberto Moreno s Fortijem pa ni štartal zaradi okvare menjalnika.
Štart dirke je bil ob 14:00 po lokalnem času. Vsi dirkači so dirko začeli z dežnimi gumami, saj je bila steza še mokra od jutranjega dežja. Schumacher je z najboljšega štartnega položaja povedel, Alesi pa je bil zaradi prezgodnjega štarta kaznovan z desetsekundnim kazenskim postankom v boksih, ki ga je opravil v tretjem krogu,, na stezo se je po prestani kazni vrnil na deseto mesto. Tudi Alesijev moštveni kolega, Berger, je zaradi prezgodnjega štarta dobil enako kazen. V ozadju se je Gianni Morbidelli s Footworkom v prvem ovinku zavrtel v pesek, ker ga je od zadaj zadel Wendlinger. Morbidelliju je ob tem ugasnil motor, zato je moral odstopiti. V sedmem krogu je Alesi zapeljal na postanek v bokse, kjer so mu zamenjali dežne pnevmatike s pnevmatikami brez profila za suho stezo, kajti idealna linija se je že sušila. Po vrnitvni nazaj na stezo je začel pridobivati mesto za mestom in postavljati najhitrejše kroge dirke, prvega s 1:54,416, kar je bilo pet sekund hitreje od ostalih dirkačev. Schumacher je namestil pnevmatike za suho stezo v desetem krogu, vodstvo pa je s tem prevzel Häkkinen, toda le za krog, kajti tudi on je menjal pnevmatike. Alesijev lov za vrhom je bil le začasno prekinjen, ko se je zavrtel ob prehitevanju Pedra Lamyja z Minardijem za petnajsto mesto, toda do desetega kroga se je prebil že na drugo mesto, ko je po zunanji strani zadnje šikane prehitel Hilla. Potem ko je Alesi pokazal, kako hitro se da peljati z gladkimi pnevmatikami za suho stezo, so tudi ostali dirkači zavili v bokse na menjavo.
V petnajstem krogu sta trčila Jordanova dirkača, Rubens Barrichello se je zavrtel v zadnji šikani po trčenju z moštvenim kolego Irvinom. Pri tem je Barrichello trčil v zid in moral odstopiti zaradi poškodbe zadnjega krilca. Irvine je bil v dvajsetem krogu ponovno udeležen v nesrečo na istem mestu steze, tokrat ga je od zadaj zadel Frentzen. Kljub temu je Irvine lahko nadaljeval, Frentzen pa je moral v bokse na menjavo prednjega krilca. V ospredju se je Alesi pribleževal vodilnemu Schumacherju, tudi ko je le-ta namestil gume za suho stezo. V petindvajsetem krogu, ko je Alesi zaostajal le še šest sekund za Schumacherjem, je moral zaradi okvare diferenciala na svojem dirkalniku Ferrari 412T1 odstopiti. Kasneje so Ferrarijevi mehaniki ugotovili, da je bila za odstop kriva pogonska gred, ki je bila verjetno poškodovana ob vrtenju v zgodnjem delu dirke. Schumacher je svoj drugi postanek v boksih opravil v dvaintridesetem krogu, na stezo se je vrnil na drugo mesto za Hilla. V naslednjem krogu je postavil najhitrejši krog dirke in še krog kasneje ponovno prevzel vodstvo zaradi Hillovega postanka. Za njima sta tretje in četrto mesto pred svojima postankoma držala Häkkinen in Coulthard, toda zaradi šest krogov kasnejšega postanka v boksih je Coulthard pridobil mesto proti Häkkinenu. Po drugih postankih je peto mesto držal drugi Benettonov dirkač, Johnny Herbert, šesti pa je bil Irvine. Okoli ovinka Zanka je ponovno pričelo deževati. Williamsova dirkača sta držala drugo in tretje mesto, dokler ni Hill zletel s steze pri ovinku Zanka 2, dva kroga po svojem postanku v boksih. Pri tem je poškodoval nos svojega dirkalnika in se vrnil na stezo na četrto mesto. Hill je zapeljal na nov postanek v bokse na zamenjavo sprednjega krilca, na stezo se je vrnil na peto mesto, toda zaradi prehitre vožnje skozi bokse je dobil desetsekundni kazenski postanek v boksih. Coulthard je v ovinku Zanka 2 naredil podobno napako kot moštveni kolega Hill nekaj krogov pred tem, toda uspelo se mu je ogniti ogradi in vrniti na stezo. Toda ob zaviranju pred ovinkom 130R je padel pesek, ki se je tam nabral ob vožnji po izletni coni, iz stranskih zračnikov, zaradi česar je izgubil nadzor nad dirkalnikom, zletel s steze in obtičal v pesku. Po radijski zvezi je moštvo sporočilo Hillu, naj pospeši, preden bo opravil kazenski postanek, toda še v istem krogu je v ovinku Zanka zletel s steze in obtičal v pesku, še preden je lahko opravil kazenski postanek. Tudi Blundell, Irvine in Frentzen so v tem ovinku zleteli s steze, toda vsi so se lahko vrnili nazaj in končali dirko. Po težavah svojih najresnejših konkurentov, je Schumacher brez težav zmagal po triinpetdesetih krogih in dosegel deveto zmago sezone s časom 1:36:52,930 Zmaga je ob Herbertovem tretjem mestu ter odstopoma Hilla in Coultharda Benettonu zagotovila konstruktorski naslov prvaka. Häkkinen je z McLarnom osvojil drugo mesto z dvajsetsekundnim zaostankom, četrti je bil Irvine z Jordanom, peti Olivier Panis z Ligierom, šesti pa Mika Salo s Tyrrellom. Blundell, ki je štartal iz zadnjega štartnega mesta, je s sedmim mestom le za mesto zgrešil uvrstitev med dobitnike točk, za Salom je zaostal le 1,6 sekunde.

### Po dirki
»To je zares dober občutek, da sem izpolnil obljubo, ki sem jo ob začetku sezone dal moštvu, da bomo osvojili oba naslova prvakov.«

Michael Schumacher o sezoni.

»Ko že misliš, da stvari ne morejo biti slabše, se zgodi le-to, toda vsem težavam navkljub je potrebno le vztrajati. Najlažje bi bilo, da bi se vdal, tako bi verjetno bilo tudi manj boleče, toda za to ni možnosti. Bili smo konkurenčni. Moje drugo vrtenje je bilo bolj zaradi oljnega madeža kot dežja. To ni ravno bleščeč zaključek sezone, toda vse sestavine za uspeh so tu, zato ni vzroka, da ne bi ponovno zmagovali.«

Damon Hill o sezoni.
To je bila Schumacherjeva zadnja zmaga za Benetton, kajti pred sezono 1996 je prestopil v Ferrari. Herbert je potrdil Schumacherjevo oceno, da je Benettonovo moštvo opravilo odlično delo skozi celotno sezono. Ker Hill zaradi odstopa ni opravil svojega kazenskega postanka v boksih, je bilo moštvo Williams kaznovano z 10.000 $ kazni s strani FIA. V intervjuju za revijo Motor Sport je leta 2008 Hill dejal, da je v sezoni 1995, kot celoti, psihološko popustil pod pritiski. Povedal je še, da sta se po njegovem mnenju že v sezoni 1995 Frank Williams in Patrick Head odločila, da ga bosta za sezono 1997 zamenjala.
Alan Jones, prvak Formule 1 iz sezone 1980, je pohvalil predstavo Alesija kot eno najboljših voženj v zgodovini Formule 1. Alesi je povedal, da bi se brez okvare vse do konca boril za zmago. Povedal je še, da po njegovem mnenju ni prezgodaj štartal, le dirkalnik se je premaknil za nekaj centimetrov zaradi klanca. V intervjuju za revijo Autosport leta 2009, je Alesi povedal, da je pred dirko govoril z direktorjem dirke prav glede težave zaradi štartne vrste na klancu in še, da je bil besen zaradi odločitve o kazni.

## Rezultati

### Kvalifikacije
| Poz  | Št | Dirkač                | Konstruktor        | 1. del    | 2. del    | Zaostanek  |
| ---- | -- | --------------------- | ------------------ | --------- | --------- | ---------- |
| 1    | 1  | Michael Schumacher    | Benetton-Renault   | 1:38,428  | 1:38,023  | —          |
| 2    | 27 | Jean Alesi            | Ferrari            | 1:39,127  | 1:38,888  | +0,865     |
| 3    | 8  | Mika Häkkinen         | McLaren-Mercedes   | 1:39,127  | 1:38,954  | +0,931     |
| 4    | 5  | Damon Hill            | Williams-Renault   | 1:39,032  | 1:39,158  | +1,009     |
| 5    | 28 | Gerhard Berger        | Ferrari            | 1:40,305  | 1:39,040  | +1,017     |
| 6    | 6  | David Coulthard       | Williams-Renault   | 1:39,155  | 1:39,368  | +1,132     |
| 7    | 15 | Eddie Irvine          | Jordan-Peugeot     | 1:40,153  | 1:39,621  | +1,598     |
| 8    | 30 | Heinz-Harald Frentzen | Sauber-Ford        | 1:40,010  | 1:40,380  | +1,987     |
| 9    | 2  | Johnny Herbert        | Benetton-Renault   | 1:40,349  | 1:40,391  | +2,326     |
| 10   | 14 | Rubens Barrichello    | Jordan-Peugeot     | 1:40,381  | 1:40,413  | +2,358     |
| 11   | 26 | Olivier Panis         | Ligier-Mugen-Honda | 1:40,838  | 1:41,081  | +2,815     |
| 12   | 4  | Mika Salo             | Tyrrell-Yamaha     | 1:41,355  | 1:41,637  | +3,332     |
| 13   | 25 | Aguri Suzuki          | Ligier-Mugen-Honda | 1:42,561  | 1:41,592  | +3,569     |
| 14   | 3  | Ukjo Katajama         | Tyrrell-Yamaha     | 1:41,977  | 1:42,273  | +3,954     |
| 15   | 9  | Gianni Morbidelli     | Footwork-Hart      | 1:42,623  | 1:42,059  | +4,036     |
| 16   | 29 | Karl Wendlinger       | Sauber-Ford        | 1:43,634  | 1:42,912  | +4,889     |
| 17   | 23 | Pedro Lamy            | Minardi-Ford       | 1:43,387  | 1:43,102  | +5,079     |
| 18   | 24 | Luca Badoer           | Minardi-Ford       | 1:43,940  | 1:43,542  | +5,519     |
| 19   | 10 | Taki Inoue            | Footwork-Hart      | 1:44,386  | 1:44,074  | +6,051     |
| 20   | 17 | Andrea Montermini     | Pacific-Ilmor      | 1:46,869  | 1:46,097  | +8,074     |
| 21   | 21 | Pedro Diniz           | Forti-Ford         | 1:46,654  | 1:47,166  | +8,631     |
| 22   | 22 | Roberto Moreno        | Forti-Ford         | 1:50,097  | 1:48,267  | +10,244    |
| 23   | 16 | Bertrand Gachot       | Pacific-Ilmor      | 1:48,824  | 1:48,289  | +10,266    |
| 24   | 7  | Mark Blundell         | McLaren-Mercedes   | 16:42,640 | brez časa | +15:04,617 |
| Vir: |    |                       |                    |           |           |            |

### Dirka
| Poz  | Št | Dirkač                | Konstruktor        | Krogi | Čas/Odstop  | Št. m. | Toč |
| ---- | -- | --------------------- | ------------------ | ----- | ----------- | ------ | --- |
| 1    | 1  | Michael Schumacher    | Benetton-Renault   | 53    | 1:36:52,930 | 1      | 10  |
| 2    | 8  | Mika Häkkinen         | McLaren-Mercedes   | 53    | + 19,337 s  | 3      | 6   |
| 3    | 2  | Johnny Herbert        | Benetton-Renault   | 53    | + 1:23,804  | 9      | 4   |
| 4    | 15 | Eddie Irvine          | Jordan-Peugeot     | 53    | + 1:42,136  | 7      | 3   |
| 5    | 26 | Olivier Panis         | Ligier-Mugen-Honda | 52    | +1 krog     | 11     | 2   |
| 6    | 4  | Mika Salo             | Tyrrell-Yamaha     | 52    | +1 krog     | 12     | 1   |
| 7    | 7  | Mark Blundell         | McLaren-Mercedes   | 52    | +1 krog     | 23     |     |
| 8    | 30 | Heinz-Harald Frentzen | Sauber-Ford        | 52    | +1 krog     | 8      |     |
| 9    | 24 | Luca Badoer           | Minardi-Ford       | 51    | +2 kroga    | 17     |     |
| 10   | 29 | Karl Wendlinger       | Sauber-Ford        | 51    | +2 kroga    | 15     |     |
| 11   | 23 | Pedro Lamy            | Minardi-Ford       | 51    | +2 kroga    | 16     |     |
| 12   | 10 | Taki Inoue            | Footwork-Hart      | 51    | +2 kroga    | 18     |     |
| Ods  | 5  | Damon Hill            | Williams-Renault   | 40    | Zavrten     | 4      |     |
| Ods  | 6  | David Coulthard       | Williams-Renault   | 39    | Zavrten     | 6      |     |
| Ods  | 21 | Pedro Diniz           | Forti-Ford         | 32    | Zavrten     | 20     |     |
| Ods  | 27 | Jean Alesi            | Ferrari            | 24    | Prenos      | 2      |     |
| Ods  | 17 | Andrea Montermini     | Pacific-Ilmor      | 23    | Zavrten     | 19     |     |
| Ods  | 28 | Gerhard Berger        | Ferrari            | 16    | El. sistem  | 5      |     |
| Ods  | 14 | Rubens Barrichello    | Jordan-Peugeot     | 15    | Zavrten     | 10     |     |
| Ods  | 3  | Ukjo Katajama         | Tyrrell-Yamaha     | 12    | Zavrten     | 13     |     |
| Ods  | 16 | Bertrand Gachot       | Pacific-Ilmor      | 6     | Pog. gred   | 22     |     |
| Ods  | 22 | Roberto Moreno        | Forti-Ford         | 1     | Menjalnik   | 21     |     |
| Ods  | 9  | Gianni Morbidelli     | Footwork-Hart      | 0     | Zavrten     | 14     |     |
| DNS  | 25 | Aguri Suzuki          | Ligier-Mugen-Honda | 0     | Trčenje     |        |     |
| Vir: |    |                       |                    |       |             |        |     |